# Vratislav Lokvenc
Vratislav Lokvenc (Náchod, 27 settembre 1973) è un ex calciatore ceco, attaccante.

## Carriera

### Club
Ha iniziato nel Hradec Králové, poi ha militato nello Sparta Praga, e in Germania, nel Kaiserslautern e nel Bochum. In seguito si è trasferito al Red Bull Salisburgo, con cui ha vinto la Bundesliga austriaca. Dal 2008 passa all'Ingolstadt, che a fine stagione retrocede nel terzo livello del calcio tedesco. Questa è la sua ultima avventura calcistica prima del ritiro.

### Nazionale
Con la maglia della Nazionale ceca ha partecipato a Euro 2000, a Euro 2004 e ai Mondiali 2006.

## Statistiche
Tra club, Nazionale maggiore e Nazionali giovanili, Lokvenc ha giocato globalmente più di 603 incontri segnando più di 188 reti, alla media di 0,31 gol a partita.

### Presenze e reti nei club
| Stagione              | Squadra               | Campionato            | Campionato | Campionato | Coppe nazionali | Coppe nazionali | Coppe nazionali | Coppe continentali | Coppe continentali | Coppe continentali | Altre coppe | Altre coppe | Altre coppe | Totale | Totale |
| Stagione              | Squadra               | Comp                  | Pres       | Reti       | Comp            | Pres            | Reti            | Comp               | Pres               | Reti               | Comp        | Pres        | Reti        | Pres   | Reti   |
| --------------------- | --------------------- | --------------------- | ---------- | ---------- | --------------- | --------------- | --------------- | ------------------ | ------------------ | ------------------ | ----------- | ----------- | ----------- | ------ | ------ |
| 1992-1993             | Hradec Králové        | I.L                   | 17         | 0          | CRC             | ?               | ?               | -                  | -                  | -                  | -           | -           | -           | 17+    | 0+     |
| 1993-1994             | Hradec Králové        | 1.L                   | 29         | 5          | CRC             | ?               | ?               | -                  | -                  | -                  | -           | -           | -           | 29+    | 5+     |
| lug. 1994-gen. 1995   | Hradec Králové        | 1.L                   | 9          | 3          | CRC             | ?               | ?               | -                  | -                  | -                  | -           | -           | -           | 9+     | 3+     |
| Totale Hradec Králové | Totale Hradec Králové | Totale Hradec Králové | 55         | 8          |                 | ?               | ?               |                    | -                  | -                  |             | -           | -           | 55+    | 8+     |
| gen.-giu. 1995        | Sparta Praga          | 1.L                   | 21         | 8          | CRC             | ?               | ?               | -                  | -                  | -                  | -           | -           | -           | 21+    | 8+     |
| 1995-1996             | Sparta Praga          | 1.L                   | 29         | 9          | CRC             | ?               | ?               | CU                 | 6                  | 1                  | -           | -           | -           | 35+    | 10+    |
| 1996-1997             | Sparta Praga          | 1.L                   | 30         | 12         | CRC             | ?               | ?               | CdC                | 4                  | 2                  | -           | -           | -           | 34+    | 14+    |
| 1997-1998             | Sparta Praga          | 1.L                   | 29         | 12         | CRC             | ?               | ?               | UCL                | 8                  | 1                  | -           | -           | -           | 37+    | 13+    |
| 1998-1999             | Sparta Praga          | 1.L                   | 29         | 11         | CRC             | ?               | ?               | UCL+CU             | 2+2                | 0+1                | -           | -           | -           | 33+    | 12+    |
| 1999-2000             | Sparta Praga          | 1.L                   | 25         | 22         | CRC             | ?               | ?               | UCL                | 11                 | 4                  | -           | -           | -           | 36+    | 26+    |
| Totale Sparta Praga   | Totale Sparta Praga   | Totale Sparta Praga   | 163        | 74         |                 | ?               | ?               |                    | 33                 | 9                  |             | -           | -           | 196+   | 83+    |
| 2000-2001             | Kaiserslautern        | B                     | 30         | 9          | CG+LP           | 2+2             | 1+0             | CU                 | 11                 | 2                  | -           | -           | -           | 45     | 12     |
| 2001-2002             | Kaiserslautern        | B                     | 31         | 11         | CG              | 4               | 4               | -                  | -                  | -                  | -           | -           | -           | 35     | 15     |
| 2002-2003             | Kaiserslautern        | B                     | 30         | 8          | CG              | 5               | 5               | CI                 | 2                  | 0                  | -           | -           | -           | 37     | 13     |
| 2003-2004             | Kaiserslautern        | B                     | 25         | 8          | CG              | 1               | 0               | CU                 | 1                  | 0                  | -           | -           | -           | 27     | 8      |
| Totale Kaiserslautern | Totale Kaiserslautern | Totale Kaiserslautern | 116        | 36         |                 | 14              | 10              |                    | 14                 | 2                  |             | -           | -           | 144    | 48     |
| 2004-2005             | Bochum                | B                     | 32         | 10         | CG              | 2               | 1               | CU                 | 2                  | 0                  | -           | -           | -           | 36     | 11     |
| 2005-2006             | Red Bull Salzburg     | B                     | 5          | 0          | CA              | ?               | ?               | -                  | -                  | -                  | -           | -           | -           | 5+     | 0+     |
| 2006-2007             | Red Bull Salzburg     | B                     | 23         | 6          | CA              | ?               | ?               | UCL                | 1                  | 0                  | -           | -           | -           | 24+    | 6+     |
| 2007-2008             | Red Bull Salzburg     | B                     | 17         | 3          | CA              | 3               | 0               | UCL+CU             | 4+2                | 0+1                | -           | -           | -           | 26     | 4      |
| Totale Salisburgo     | Totale Salisburgo     | Totale Salisburgo     | 45         | 9          |                 | 3+              | 0+              |                    | 7                  | 1                  |             | -           | -           | 55+    | 10+    |
| feb.-giu. 2008        | Basilea               | SL                    | 6          | 0          | CS              | 1               | 1               | -                  | -                  | -                  | -           | -           | -           | 7      | 1      |
| 2008-2009             | Ingolstadt            | 2B                    | 23         | 6          | CG              | ?               | ?               | -                  | -                  | -                  | -           | -           | -           | 23+    | 6+     |
| Totale carriera       | Totale carriera       | Totale carriera       | 440        | 143        |                 | 20+             | 12+             |                    | 56                 | 12                 |             | -           | -           | 516+   | 167+   |

### Cronologia presenze e reti in Nazionale
| Cronologia completa delle presenze e delle reti in nazionale ― Rep. Ceca | Cronologia completa delle presenze e delle reti in nazionale ― Rep. Ceca | Cronologia completa delle presenze e delle reti in nazionale ― Rep. Ceca | Cronologia completa delle presenze e delle reti in nazionale ― Rep. Ceca | Cronologia completa delle presenze e delle reti in nazionale ― Rep. Ceca | Cronologia completa delle presenze e delle reti in nazionale ― Rep. Ceca | Cronologia completa delle presenze e delle reti in nazionale ― Rep. Ceca | Cronologia completa delle presenze e delle reti in nazionale ― Rep. Ceca |
| Data                                                                     | Città                                                                    | In casa                                                                  | Risultato                                                                | Ospiti                                                                   | Competizione                                                             | Reti                                                                     | Note                                                                     |
| ------------------------------------------------------------------------ | ------------------------------------------------------------------------ | ------------------------------------------------------------------------ | ------------------------------------------------------------------------ | ------------------------------------------------------------------------ | ------------------------------------------------------------------------ | ------------------------------------------------------------------------ | ------------------------------------------------------------------------ |
| 6-9-1995                                                                 | Praga                                                                    | Rep. Ceca                                                                | 2 – 0                                                                    | Norvegia                                                                 | Qual. Euro 1996                                                          | -                                                                        | 71’                                                                      |
| 15-11-1995                                                               | Praga                                                                    | Rep. Ceca                                                                | 3 – 0                                                                    | Lussemburgo                                                              | Qual. Euro 1996                                                          | -                                                                        | 87’                                                                      |
| 24-9-1997                                                                | Ta' Qali                                                                 | Malta                                                                    | 0 – 1                                                                    | Rep. Ceca                                                                | Qual. Mondiali 1998                                                      | -                                                                        | 54’                                                                      |
| 11-10-1997                                                               | Praga                                                                    | Rep. Ceca                                                                | 3 – 0                                                                    | Slovacchia                                                               | Qual. Mondiali 1998                                                      | -                                                                        | 80’                                                                      |
| 17-12-1997                                                               | Riad                                                                     | Rep. Ceca                                                                | 6 – 1                                                                    | Emirati Arabi Uniti                                                      | Conf. Cup 1997 - 1º turno                                                | -                                                                        | 81’                                                                      |
| 21-12-1997                                                               | Riad                                                                     | Rep. Ceca                                                                | 1 – 0                                                                    | Uruguay                                                                  | Conf. Cup 1997 - Finale 3º posto                                         | -                                                                        | 88’                                                                      |
| 25-3-1998                                                                | Olomouc                                                                  | Rep. Ceca                                                                | 2 – 1                                                                    | Irlanda                                                                  | Amichevole                                                               | -                                                                        | 60’                                                                      |
| 22-4-1998                                                                | Murska Sobota                                                            | Slovenia                                                                 | 1 – 3                                                                    | Rep. Ceca                                                                | Amichevole                                                               | -                                                                        | 62’                                                                      |
| 21-5-1998                                                                | Kōbe                                                                     | Rep. Ceca                                                                | 1 – 0                                                                    | Paraguay                                                                 | Coppa Kirin                                                              | -                                                                        | 56’                                                                      |
| 24-5-1998                                                                | Yokohama                                                                 | Giappone                                                                 | 0 – 0                                                                    | Rep. Ceca                                                                | Coppa Kirin                                                              | -                                                                        | 90’                                                                      |
| 27-5-1998                                                                | Seul                                                                     | Corea del Sud                                                            | 2 – 2                                                                    | Rep. Ceca                                                                | Amichevole                                                               | 1                                                                        | 87’                                                                      |
| 19-8-1998                                                                | Praga                                                                    | Rep. Ceca                                                                | 1 – 0                                                                    | Danimarca                                                                | Amichevole                                                               | -                                                                        |                                                                          |
| 6-9-1998                                                                 | Toftir                                                                   | Fær Øer                                                                  | 0 – 1                                                                    | Rep. Ceca                                                                | Qual. Euro 2000                                                          | -                                                                        |                                                                          |
| 10-10-1998                                                               | Sarajevo                                                                 | Bosnia ed Erzegovina                                                     | 1 – 3                                                                    | Rep. Ceca                                                                | Qual. Euro 2000                                                          | -                                                                        | 79’                                                                      |
| 14-10-1998                                                               | Teplice                                                                  | Rep. Ceca                                                                | 4 – 1                                                                    | Estonia                                                                  | Qual. Euro 2000                                                          | -                                                                        | 61’                                                                      |
| 18-11-1998                                                               | Londra                                                                   | Inghilterra                                                              | 2 – 0                                                                    | Rep. Ceca                                                                | Amichevole                                                               | -                                                                        | 46’                                                                      |
| 27-3-1999                                                                | Teplice                                                                  | Rep. Ceca                                                                | 2 – 0                                                                    | Lituania                                                                 | Qual. Euro 2000                                                          | -                                                                        | 71’                                                                      |
| 31-3-1999                                                                | Glasgow                                                                  | Scozia                                                                   | 1 – 2                                                                    | Rep. Ceca                                                                | Qual. Euro 2000                                                          | -                                                                        | 70’                                                                      |
| 28-4-1999                                                                | Varsavia                                                                 | Polonia                                                                  | 2 – 1                                                                    | Rep. Ceca                                                                | Amichevole                                                               | 1                                                                        | 63’                                                                      |
| 5-6-1999                                                                 | Tallinn                                                                  | Estonia                                                                  | 0 – 2                                                                    | Rep. Ceca                                                                | Qual. Euro 2000                                                          | -                                                                        | 71’                                                                      |
| 9-6-1999                                                                 | Praga                                                                    | Rep. Ceca                                                                | 3 – 2                                                                    | Scozia                                                                   | Qual. Euro 2000                                                          | -                                                                        | 69’                                                                      |
| 18-8-1999                                                                | Drnovice                                                                 | Rep. Ceca                                                                | 3 – 0                                                                    | Svizzera                                                                 | Amichevole                                                               | -                                                                        | 67’                                                                      |
| 8-9-1999                                                                 | Teplice                                                                  | Rep. Ceca                                                                | 3 – 0                                                                    | Bosnia ed Erzegovina                                                     | Qual. Euro 2000                                                          | -                                                                        | 58’                                                                      |
| 13-11-1999                                                               | Eindhoven                                                                | Paesi Bassi                                                              | 1 – 1                                                                    | Rep. Ceca                                                                | Amichevole                                                               | -                                                                        | 65’                                                                      |
| 8-2-2000                                                                 | Hong Kong                                                                | Rep. Ceca                                                                | 2 – 1                                                                    | Messico                                                                  | Carlsberg Cup                                                            | -                                                                        | 70’                                                                      |
| 29-3-2000                                                                | Teplice                                                                  | Rep. Ceca                                                                | 3 – 1                                                                    | Australia                                                                | Amichevole                                                               | -                                                                        | 59’                                                                      |
| 26-4-2000                                                                | Praga                                                                    | Rep. Ceca                                                                | 4 – 1                                                                    | Israele                                                                  | Amichevole                                                               | -                                                                        | 70’                                                                      |
| 3-6-2000                                                                 | Norimberga                                                               | Germania                                                                 | 3 – 2                                                                    | Rep. Ceca                                                                | Amichevole                                                               | -                                                                        | 77’                                                                      |
| 11-6-2000                                                                | Amsterdam                                                                | Paesi Bassi                                                              | 1 – 0                                                                    | Rep. Ceca                                                                | Euro 2000 - 1º turno                                                     | -                                                                        | 89’                                                                      |
| 16-6-2000                                                                | Bruges                                                                   | Rep. Ceca                                                                | 1 – 2                                                                    | Francia                                                                  | Euro 2000 - 1º turno                                                     | -                                                                        | 49’                                                                      |
| 21-6-2000                                                                | Liegi                                                                    | Rep. Ceca                                                                | 2 – 0                                                                    | Danimarca                                                                | Euro 2000 - 1º turno                                                     | -                                                                        | 79’                                                                      |
| 2-9-2000                                                                 | Sofia                                                                    | Bulgaria                                                                 | 0 – 1                                                                    | Rep. Ceca                                                                | Qual. Mondiali 2002                                                      | -                                                                        | 64’                                                                      |
| 7-10-2000                                                                | Teplice                                                                  | Rep. Ceca                                                                | 4 – 0                                                                    | Islanda                                                                  | Qual. Mondiali 2002                                                      | -                                                                        | 75’                                                                      |
| 11-10-2000                                                               | Ta' Qali                                                                 | Malta                                                                    | 0 – 0                                                                    | Rep. Ceca                                                                | Qual. Mondiali 2002                                                      | -                                                                        | 82’                                                                      |
| 28-2-2001                                                                | Skopje                                                                   | Macedonia                                                                | 1 – 1                                                                    | Rep. Ceca                                                                | Amichevole                                                               | -                                                                        | 88’                                                                      |
| 24-3-2001                                                                | Belfast                                                                  | Irlanda del Nord                                                         | 0 – 1                                                                    | Rep. Ceca                                                                | Qual. Mondiali 2002                                                      | -                                                                        | 72’                                                                      |
| 28-3-2001                                                                | Praga                                                                    | Rep. Ceca                                                                | 0 – 0                                                                    | Danimarca                                                                | Qual. Mondiali 2002                                                      | -                                                                        | 89’                                                                      |
| 2-6-2001                                                                 | Copenaghen                                                               | Danimarca                                                                | 2 – 1                                                                    | Rep. Ceca                                                                | Qual. Mondiali 2002                                                      | -                                                                        | 68’                                                                      |
| 6-6-2001                                                                 | Teplice                                                                  | Rep. Ceca                                                                | 3 – 1                                                                    | Irlanda del Nord                                                         | Qual. Mondiali 2002                                                      | -                                                                        | 82’                                                                      |
| 15-8-2001                                                                | Drnovice                                                                 | Rep. Ceca                                                                | 5 – 0                                                                    | Corea del Sud                                                            | Amichevole                                                               | 1                                                                        | 60’                                                                      |
| 1-9-2001                                                                 | Reykjavík                                                                | Islanda                                                                  | 3 – 1                                                                    | Rep. Ceca                                                                | Qual. Mondiali 2002                                                      | -                                                                        | 67’                                                                      |
| 5-9-2001                                                                 | Teplice                                                                  | Rep. Ceca                                                                | 3 – 2                                                                    | Malta                                                                    | Qual. Mondiali 2002                                                      | 1                                                                        | 90’                                                                      |
| 6-10-2001                                                                | Praga                                                                    | Rep. Ceca                                                                | 6 – 0                                                                    | Bulgaria                                                                 | Qual. Mondiali 2002                                                      | 1                                                                        | 67’                                                                      |
| 10-11-2001                                                               | Bruxelles                                                                | Belgio                                                                   | 1 – 0                                                                    | Rep. Ceca                                                                | Qual. Mondiali 2002                                                      | -                                                                        | 66’                                                                      |
| 14-11-2001                                                               | Praga                                                                    | Rep. Ceca                                                                | 0 – 1                                                                    | Belgio                                                                   | Qual. Mondiali 2002                                                      | -                                                                        |                                                                          |
| 12-2-2002                                                                | Nicosia                                                                  | Rep. Ceca                                                                | 2 – 0                                                                    | Ungheria                                                                 | Amichevole                                                               | -                                                                        | 66’                                                                      |
| 13-2-2002                                                                | Nicosia                                                                  | Cipro                                                                    | 3 – 4                                                                    | Rep. Ceca                                                                | Amichevole                                                               | 1                                                                        | 68’                                                                      |
| 27-3-2002                                                                | Cardiff                                                                  | Galles                                                                   | 0 – 0                                                                    | Rep. Ceca                                                                | Amichevole                                                               | -                                                                        | 46’                                                                      |
| 6-9-2002                                                                 | Praga                                                                    | Rep. Ceca                                                                | 5 – 0                                                                    | Jugoslavia                                                               | Amichevole                                                               | -                                                                        | 46’                                                                      |
| 12-10-2002                                                               | Chișinău                                                                 | Moldavia                                                                 | 0 – 2                                                                    | Rep. Ceca                                                                | Qual. Euro 2004                                                          | -                                                                        | 82’                                                                      |
| 12-2-2003                                                                | Saint-Denis                                                              | Francia                                                                  | 0 – 2                                                                    | Rep. Ceca                                                                | Amichevole                                                               | -                                                                        | 79’                                                                      |
| 29-3-2003                                                                | Rotterdam                                                                | Paesi Bassi                                                              | 1 – 1                                                                    | Rep. Ceca                                                                | Qual. Euro 2004                                                          | -                                                                        | 88’                                                                      |
| 2-4-2003                                                                 | Praga                                                                    | Rep. Ceca                                                                | 4 – 0                                                                    | Austria                                                                  | Qual. Euro 2004                                                          | -                                                                        | 79’                                                                      |
| 11-6-2003                                                                | Olomouc                                                                  | Rep. Ceca                                                                | 5 – 0                                                                    | Moldavia                                                                 | Qual. Euro 2004                                                          | 2                                                                        | 80’                                                                      |
| 11-10-2003                                                               | Vienna                                                                   | Austria                                                                  | 2 – 3                                                                    | Rep. Ceca                                                                | Qual. Euro 2004                                                          | -                                                                        |                                                                          |
| 18-2-2004                                                                | Palermo                                                                  | Italia                                                                   | 2 – 2                                                                    | Rep. Ceca                                                                | Amichevole                                                               | -                                                                        | 46’                                                                      |
| 31-3-2004                                                                | Dublino                                                                  | Irlanda                                                                  | 2 – 1                                                                    | Rep. Ceca                                                                | Amichevole                                                               | -                                                                        | 46’                                                                      |
| 28-4-2004                                                                | Praga                                                                    | Rep. Ceca                                                                | 0 – 1                                                                    | Giappone                                                                 | Amichevole                                                               | -                                                                        | 46’                                                                      |
| 2-6-2004                                                                 | Praga                                                                    | Rep. Ceca                                                                | 3 – 1                                                                    | Bulgaria                                                                 | Amichevole                                                               | -                                                                        | 81’ 90+1’                                                                |
| 23-6-2004                                                                | Lisbona                                                                  | Germania                                                                 | 1 – 2                                                                    | Rep. Ceca                                                                | Euro 2004 - 1º turno                                                     | -                                                                        | 59’                                                                      |
| 18-8-2004                                                                | Praga                                                                    | Rep. Ceca                                                                | 0 – 0                                                                    | Grecia                                                                   | Amichevole                                                               | -                                                                        | 46’                                                                      |
| 8-9-2004                                                                 | Amsterdam                                                                | Paesi Bassi                                                              | 2 – 0                                                                    | Rep. Ceca                                                                | Qual. Mondiali 2006                                                      | -                                                                        | 76’                                                                      |
| 13-10-2004                                                               | Erevan                                                                   | Armenia                                                                  | 0 – 3                                                                    | Rep. Ceca                                                                | Qual. Mondiali 2006                                                      | -                                                                        | 83’                                                                      |
| 17-11-2004                                                               | Skopje                                                                   | Macedonia                                                                | 0 – 2                                                                    | Rep. Ceca                                                                | Qual. Mondiali 2006                                                      | 1                                                                        | 77’                                                                      |
| 9-2-2005                                                                 | Celje                                                                    | Slovenia                                                                 | 0 – 3                                                                    | Rep. Ceca                                                                | Amichevole                                                               | -                                                                        | 46’                                                                      |
| 26-3-2005                                                                | Teplice                                                                  | Rep. Ceca                                                                | 4 – 3                                                                    | Finlandia                                                                | Qual. Mondiali 2006                                                      | 1                                                                        |                                                                          |
| 30-3-2005                                                                | Andorra la Vella                                                         | Andorra                                                                  | 0 – 4                                                                    | Rep. Ceca                                                                | Qual. Mondiali 2006                                                      | 1                                                                        |                                                                          |
| 4-6-2005                                                                 | Liberec                                                                  | Rep. Ceca                                                                | 8 – 1                                                                    | Andorra                                                                  | Qual. Mondiali 2006                                                      | 2                                                                        |                                                                          |
| 8-6-2005                                                                 | Teplice                                                                  | Rep. Ceca                                                                | 6 – 1                                                                    | Macedonia                                                                | Qual. Mondiali 2006                                                      | -                                                                        | 46’                                                                      |
| 26-5-2006                                                                | Innsbruck                                                                | Rep. Ceca                                                                | 2 – 0                                                                    | Arabia Saudita                                                           | Amichevole                                                               | -                                                                        | 57’                                                                      |
| 30-5-2006                                                                | Jablonec nad Nisou                                                       | Rep. Ceca                                                                | 1 – 0                                                                    | Costa Rica                                                               | Amichevole                                                               | 1                                                                        | 71’                                                                      |
| 3-6-2006                                                                 | Praga                                                                    | Rep. Ceca                                                                | 3 – 0                                                                    | Trinidad e Tobago                                                        | Amichevole                                                               | -                                                                        | 61’                                                                      |
| 12-6-2006                                                                | Gelsenkirchen                                                            | Stati Uniti                                                              | 0 – 3                                                                    | Rep. Ceca                                                                | Mondiali 2006 - 1º turno                                                 | -                                                                        | 45’ 59’                                                                  |
| 17-6-2006                                                                | Colonia                                                                  | Rep. Ceca                                                                | 0 – 2                                                                    | Ghana                                                                    | Mondiali 2006 - 1º turno                                                 | -                                                                        | 49’                                                                      |
| Totale                                                                   |                                                                          | Presenze                                                                 | 74                                                                       |                                                                          | Reti (10º posto)                                                         | 14                                                                       |                                                                          |

## Palmarès

### Club

#### Competizioni nazionali
- Campionato ceco: 5

Sparta Praga: 1994-1995, 1996-1997, 1997-1998, 1998-1999, 1999-2000
- Coppa della Repubblica Ceca: 1

Sparta Praga: 1995-1996
- Campionato austriaco: 1

RB Salisburgo: 2006-2007
- Campionato svizzero: 1

Basilea: 2008-2009
- Coppa Svizzera: 1

Basilea: 2008-2009

### Individuale
- Capocannoniere della 1. liga: 1

1999-2000 (22 gol)